# Gmina Brod Moravice
Gmina Brod Moravice (chorw. Općina Brod Moravice) – gmina w Chorwacji, w żupanii primorsko-gorskiej. W 2011 roku liczyła  866 mieszkańców.